# 尹武公
尹武公（？—？），春秋时期尹国国君。鲁成公十六年（前575年）七月，晋厉公乘鄢陵之战大胜之时，会合诸侯讨伐依附楚国的郑国，尹武公有参与其中。鲁成公十七年（前574年）夏五月，郑国太子髡顽、侯孺到楚国为人质，楚国公子成、公子寅戍守郑国。鲁成公、尹武公、单襄公随诸侯伐郑。
| 前任： 尹吉甫 | 尹国国君 — | 繼任： 尹言多 |